# Christmas in the Sand
Christmas in the Sand là album nhạc Giáng sinh đầu tiên và là album phòng thu thứ tư của nữ ca sĩ kiêm sáng tác nhạc người Mỹ Colbie Caillat. Album được phát hành vào ngày 23 tháng 10 năm 2012 tại Hoa Kỳ thông qua hãng Universal Republic Records, bao gồm 8 bài hát trình bày lại từ các bài hát Giáng sinh quen thuộc và 4 bài hát mới do chính Caillat và các nhà đồng sáng tác khác viết nên. Album này cũng do chính cha ruột của cô, Ken Caillat sản xuất cùng với sự xuất hiện của nhiều nghệ sĩ khác như Brad Paisley, Gavin DeGraw, Justin Young và Jason Reeves. Đĩa đơn cùng tên đầu tiên và duy nhất của album được phát hành vào ngày 15 tháng 10 năm 2012 thông qua hệ thống Soundcloud. Album này được phát hành phiên bản đặc biệt thông qua hãng Target và có bao gồm 3 bài hát đính kèm. Đây là album cuối cùng của Caillat thuộc hãng Universal Republic Records, sau khi hãng đĩa này sáp nhập vào Republic Records vào giữa năm 2012.

## Bối cảnh phát hành
Caillat chia sẻ với Billboard rằng album Giáng sinh lần này là món quà mà cô gửi tặng những người không có được một lễ Giáng sinh đúng kiểu chính thống, khi cô "đang tự hỏi mọi người tại đây [ Hawaii ] sẽ nghe gì khi đến dịp Giáng sinh? Tôi cá là họ không phải lúc nào cũng muốn nghe những bài hát về Giáng sinh có tuyết trắng và phải ở trong nhà vì bên ngoài lạnh giá đâu. Họ muốn nghe những bài hát Giáng sinh mà họ có thể cảm thấy thân thuộc với chúng." Cô chia sẻ thêm khi sáng tác bài hát "Christmas in the Sand" "trong bộ áo tắm giữa ánh nắng hè tại Nam California... giữa lúc đang chuẩn bị đi tắm biển cùng mẹ và đàn chó nhà chúng tôi." Theo lời cô, album này được hãng đĩa của cô đề cập đến nhiều lần trước đây, nhưng chỉ trong khoảng thời gian 6 tháng đầu năm đó cô mới cảm thấy là "một khoảng thời gian tuyệt vời để tôi toàn tâm thực hiện album này và quyết định tôi muốn có bao nhiêu bài hát, bài hát nào và sáng tác chúng ra sao" và cô cảm thấy "rất mừng khi sáng tác về Giáng sinh từ một khía cạnh như thế."
Album này được chính cha ruột của cô, Ken Caillat sản xuất, bao gồm 5 bài hát mới và 10 bài hát Giáng sinh quen thuộc khác, cùng với sự góp mặt của Brad Paisley trong "Merry Christmas Baby" và Gavin DeGraw trong "Baby It's Cold Outside". Cô sáng tác "Everyday is Christmas" cùng Jason Reeves và Kara DioGuardi, trong khi "Mistletoe" được cô sáng tác cùng Stacy Blue và Mikal Blue, mà trước đó được phát hành dưới dạng đĩa đơn vào năm 2007. Và "Happy Christmas", bài hát cô đồng sáng tác cùng Toby Gad, gợi nhớ đến những mùa Giáng sinh tại nhà ông bà của Caillat tại Hồ Tahoe.

## Đánh giá chuyên môn
| Đánh giá chuyên môn | Đánh giá chuyên môn |
| Nguồn đánh giá      | Nguồn đánh giá      |
| Nguồn               | Đánh giá            |
| ------------------- | ------------------- |
| Allmusic            | [ 1 ]               |
| Amazon.com          | [ 2 ]               |

Linny's Vault mô tả Colbie trong album này: "giọng ca của cô ấy làm tôi gợi nhớ đến nữ ca sĩ kiêm sáng tác Sara Bareilles, thế nên nếu bạn là người hâm mộ của cô ấy thì bạn chắc chắn sẽ hài lòng với album này". Stephen Thomas Erlewine từ Starpulse mô tả cả album này "sống động, vui vẻ, và tuơi sáng" và phong tặng nó 4.5/5 sao.

## Quảng bá
Để quảng bá cho album này, Caillat phải tham dự một tuần lễ bao gồm các chương trình lễ hội vào cuối tháng 11 đầu tháng 12 năm đó, kèm theo nhiều lần xuất hiện trên truyền hình. Cô cũng tham gia trong chương trình CMA Country Christmas cùng nhiều nghệ sĩ khác.

## Danh sách bài hát
Tất cả các bài hát đều được Ken Caillat sản xuất.
| STT              | Nhan đề                                               | Sáng tác                                     | Thời lượng |
| ---------------- | ----------------------------------------------------- | -------------------------------------------- | ---------- |
| 1.               | "Merry Christmas, Baby" (hợp tác cùng Brad Paisley)   | Lou Baxter, Johnny Moore                     | 3:40       |
| 2.               | "Santa Baby"                                          | Joan Javits, Philip Springer, Tony Springer  | 2:56       |
| 3.               | "Christmas in the Sand"                               | Colbie Caillat, Kara DioGuardi, Jason Reeves | 3:48       |
| 4.               | "Baby, It's Cold Outside" (hợp tác cùng Gavin DeGraw) | Frank Loesser                                | 3:19       |
| 5.               | "The Christmas Song" (hợp tác cùng Justin Young)      | Mel Tormé, Bob Wells                         | 3:18       |
| 6.               | "Santa Claus Is Coming to Town"                       | John Frederick Coots và Haven Gillespie      | 3:10       |
| 7.               | "Every Day Is Christmas" (hợp tác cùng Jason Reeves)  | Caillat, DioGuardi, Reeves                   | 4:24       |
| 8.               | "Silver Bells"                                        | Jay Livingston và Ray Evans                  | 3:43       |
| 9.               | "Winter Wonderland"                                   | Felix Bernard và Richard B. Smith            | 2:50       |
| 10.              | "Mistletoe"                                           | Caillat, Stacy Blue, Mikal Blue              | 3:50       |
| 11.              | "Happy Christmas"                                     | Caillat, Toby Gad                            | 3:33       |
| 12.              | "Auld Lang Syne"                                      | Robert Burns, Caillat, Callaghan Smerek      | 3:46       |
| Tổng thời lượng: | Tổng thời lượng:                                      | Tổng thời lượng:                             | 42:18      |

| Phiên bản đặc biệt | Phiên bản đặc biệt                                    | Phiên bản đặc biệt                          | Phiên bản đặc biệt |
| STT                | Nhan đề                                               | Sáng tác                                    | Thời lượng         |
| ------------------ | ----------------------------------------------------- | ------------------------------------------- | ------------------ |
| 1.                 | "Merry Christmas Baby" (hợp tác cùng Brad Paisley)    | Lou Baxter, Johnny Moore                    | 3:40               |
| 2.                 | "Santa Baby"                                          | Joan Javits, Philip Springer, Tony Springer | 2:56               |
| 3.                 | "Christmas in the Sand"                               | Caillat, Kara DioGuardi, Jason Reeves       | 3:48               |
| 4.                 | "Baby, It's Cold Outside" (hợp tác cùng Gavin DeGraw) | Frank Loesser                               | 3:19               |
| 5.                 | "Jingle Bells"                                        | James Lord Pierpont                         | 3:18               |
| 6.                 | "The Christmas Song" (hợp tác cùng Justin Young)      | Mel Tormé, Bob Wells                        | 3:18               |
| 7.                 | "Santa Claus Is Coming to Town"                       | John Frederick Coots và Haven Gillespie     | 3:10               |
| 8.                 | "I'll Be Home for Christmas"                          | Bing Crosby                                 | 2:30               |
| 9.                 | "Every Day Is Christmas" (hợp tác cùng Jason Reeves)  | Caillat, Kara DioGuardi, Jason Reeves       | 4:24               |
| 10.                | "Have Yourself a Merry Little Christmas"              | Ralph Blane, Hugh Martin                    | 3:31               |
| 11.                | "Silver Bells"                                        | Jay Livingston và Ray Evans                 | 3:43               |
| 12.                | "Winter Wonderland"                                   | Felix Bernard và Richard B. Smith           | 2:50               |
| 13.                | "Mistletoe"                                           | Caillat, Stacy Blue, Mikal Blue             | 3:50               |
| 14.                | "Happy Christmas"                                     | Caillat, Toby Gad                           | 3:33               |
| 15.                | "Auld Lang Syne"                                      | Robert Burns, Caillat, Callaghan Smerek     | 3:46               |

## Những người thực hiện
- Ken Caillat – nhà sản xuất chính, hòa âm, kỹ sư
- Colbie Caillat – nhà sản xuất chính, hát chính, hát nền
- Ghian Wright – kỹ sư, phụ điều hướng, hòa âm
- Greg Metcalf – nhà nhiếp ảnh
- Eric Berdon – phụ kĩ sư, guitar, keyboard, hát nền (bài Auld Lang Syne)
- Greg Sartiano – phụ kĩ sư
- Chris Steffen – phụ kĩ sư
- Neal Capellino – phụ kĩ sư (bài Merry Christmas Baby)
- Tucker Bodine – phụ kĩ sư (bài Baby It's Cold Outside cùng Gavin DeGraw)
- Brian David Willis – trợ lý kĩ sư (only on Merry Christmas Baby)
- Eric Boulanger – hòa âm, chủ nhiệm, vĩ cầm
- Joe Zook – hòa âm (bài Christmas In The Sand)
- Doug Sax – chủ nhiệm
- Victor Indrizzo – trống, bộ gõ
- Tim Pierce – trống, guitar
- Sean Hurley – bass
- Greg Suran – guitar
- Jason Reeves – guitar, hát chính, hát nền
- Justin Young – guitar, hát chính, hát nền
- Gavin DeGraw – hát chính, hát nền
- Patrick Warren – keyboard, lên chương trình
- Jamie Muhoberac – keyboard, lên chương trình
- Kim Bullard – keyboard, lên chương trình
- Michael "Smidi" Smith – keyboard
- Denosh Bennett – hát nền
- Stevvi Alexander – hát nền
- Annaliese Wolverton – hát nền
- Makepeace brothers – hát nền (bài Auld Lang Syne)
- Noah Needleman – hát nền (bài Auld Lang Syne)
- Sonus Quartet – bộ dây
- Caroline Campbell – vĩ cầm
- Kathleen Sloan – vĩ cầm
- Elizabeth Hedman – vĩ cầm
- Juan Miguel Hernández – đàn viola
- Victor de Almeida – đàn viola
- Vanessa Freebrairn-Smith – đàn cello
- Paula Hochhalter – đàn cello
- Sari Sutcliffe – nhà thầu & phối hợp trong album
- Sandra Brummels – chỉ đạo nghệ thuật
- Christopher Kornmann – thiết kế đồ họa

## Xếp hạng
| Bảng xếp hạng(2012)      | Thứ hạng cao nhất |
| ------------------------ | ----------------- |
| U.S Billboard 200 Albums | 41                |
| U.S Top Holiday Albums   | 4                 |